# Bernard Berisha
Bernard Berisha (Peć, antigua Yugoslavia —actual Kosovo—, 24 de octubre de 1991) es un futbolista kosovar que juega de centrocampista en el F. C. Dinamo City de la Superliga de Albania.

## Trayectoria

### Skënderbeu Korçë
Berisha fichó por el Skënderbeu Korçë el 27 de mayo de 2014, debutando en el partido de vuelta de la segunda fase de clasificación de la Liga de Campeones contra el BATE Borisov bielorruso como titular.En el siguiente partido ganó la Supercopa de Albania contra el Flamurtari Vlorë.
El 23 de agosto de 2014, Berisha hizo su debut en la Superliga de Albania en el estadio Qemal Stafa, jugando el partido completo contra el club recién ascendido KF Elbasani.Su debut en la Copa de Albania llegaría en octubre contra el KF Himara. En esta eliminatoria a ida y vuelta anotó un total de 2 goles de los 20 que encajó el rival.
A final de temporada renueva por dos más.

### FK Anzhí Majachkalá
Si bien había firmado hasta 2017, en enero de 2016, pone rumbo al FC Anzhi Makhachkala ruso de la Liga Premier de Rusia, donde se da la anécdota de que ha de jugar como futbolista albanés pues Rusia no reconoce la independencia de Kosovo.

### Trayectoria como internacional
Ha jugado un total de 4 partidos (un amistoso y 3 de Clasificación de UEFA para la Copa Mundial de Fútbol de 2018).